# Endemol Shine Group
A Endemol Shine Group (anteriormente Shine Group) foi um grupo de empresas holandesas de produção televisiva roteirizada ou não, responsável por programas como o MasterChef e The Biggest Loser.
As empresas da Endemol Shine Group incluem a britânica Dragonfly, Kudos e Princess Productions. Ele também inclui a Shine TV, além da Metronome Film & Television, grupo de produção escandinavo. A Shine International é o braço de distribuição internacional do grupo e é responsável pela distribuição de diversos formatos do grupo. O grupo também estabeleceu empresas internacionais Shine America, Shine Australia, Shine Germany, Shine France, e mais recentemente Shine Iberia.
A Shine adquiriu a Reveille Productions em 2008. A News Corporation (atual The Walt Disney Company) adquiriu o Shine Group em 5 de abril de 2011 por $415 milhões. Fundos de pensão norte-americanos acionistas da News Corporation estão processando a companhia acusando Murdoch de nepotismo.
Em 15 de maio de 2014, a Apolo e 21st Century Fox anunciaram uma joint-venture para combinar o Shine Group da 21st Century Fox, e a Endemol e a CORE Media Group da Apollo. A transação foi concluída em 17 de dezembro de 2014. Tanto a Apollo como a 21st Century Fox possuem 50% da joint-venture chamada "Endemol Shine Group", que teve início em 1 de janeiro de 2015.
Em 22 de outubro de 2019, a empresa francesa Banijay Group anunciou a intenção de comprar a Endemol Shine da Disney e da Apollo. Em 30 de junho de 2020, a Comissão Européia aprovou a compra da Endemol Shine pela Banijay. A compra foi concluída em 3 de julho de 2020.

## Shine TV
A Shine Limited (Shine TV) é uma empresa de produção de mídia britânica e parte do Shine Group, com escritórios em Londres e Manchester. Shine Limited foi fundada em março de 2001 por Elisabeth Murdoch, filha de Rupert Murdoch, CEO da News Corporation. A empresa era de 80% detida por Elisabeth Murdoch, 15% por Lord Alli, e 5% pela BSkyB, que assinou um acordo garantindo a compra de um montante aprovado de programação da Shine por dois anos.

## Shine International
A Shine International é a filial de vendas e de distribuição do grupo. Ele lida com o licenciamento e a distribuição internacional de televisão, formatos da Shine Limited a cerca de 150 países em todo o mundo.

## Divisões
- Shine Digital – A divisão de mídia digital
- Shine Pictures – é a divisão de longa-metragem.
- Shine 360° – Shine 360° é a divisão que lida com a comercialização de propriedades que pertencem ao grupo.

## Empresas
Produção
- Shine América
- Shine Brasil
- Shine Austrália
- Shine França
- Shine Alemanha
- Shine Iberia
- Dragonfly Film and Television
- Kudos Film and Television
  - Lovely Day

- Princess Productions

- Endemol
  - Endemol UK
  - Endemol Austrália

Digital e Jogos
- Bossa Studios – Em 2011, Brilho Grupo adquiriu a empresa de jogos sociais.
- ChannelFlip – um criador de forma curta de vídeo on-line de programação no reino UNIDO. Fundada em 2008 pelo Justin Gayner e Wil Harris..
- Brown Eyed Boy – constituída por ex-BBC e Crisálida de Entretenimento executivo Gary Reich, em 2002.
- Good Catch

## Metronome Film & Television
A Metronome Film & Television e as seus 15 empresas foram adquiridas pelo Shine Group em 2009, como parte do acordo, toda a produção entidades continuará a operar de forma independente.
Produção
- Meter Film and Television AB
- Stockholm-Köpenhamn AB
- Metronome Producations A/S

- Metronome Film and Television Oy
- Metronome Spartacus AS
- Metronome LLC (US)
- Rubicon TV AS
- Metrix Interactive AB
- Filmlance International AB

Edição e instalações
- Studios Mekaniken AB
- Studios/S
- Studios AS

IP de criação e distribuição
- Friday TV AB

Online
- Schulmangruppen (50%)
- Metronome Digital Media AB